# Nautiks
Nautiks war eine Rockband aus Erfurt. Die Band, im Jahr 1968 von Heinz-Jürgen Gottschalk gegründet, stand für Rockmusik mit deutlichen Jazzeinflüssen. In den Livekonzerten ahmten sie ihre Vorbilder Ray Charles, Aretha Franklin, Cream, Ten Years After und Blind Faith nach.

## Bandgeschichte
Die Band wurde von Gotte Gottschalk gegründet, der maßgeblich das musikalische Profil der Nautiks beeinflusste. Gottschalk hatte zuvor, bis zu deren Verbot, gemeinsam mit Jürgen Kerth in der Beatband The Spotlights, später zwangsweise in Rampenlichter umbenannt, gespielt. Kurz nach der Gründung entstanden mit Wir gehen am Meer und Lichter in deinen Augen die ersten Eigenkompositionen der Band.
Gründungsbesetzung:
- Egon Böhm (Bassgitarre)
- Heinz-Jürgen Gotte Gottschalk (Gitarre, Gesang)
- Bernd Schulz (Flöte, Saxophon)
- Jochen Kloß (Schlagzeug)
- Alexander Jereczinsky (Orgel, Piano)

Noch im Gründungsjahr musste Gottschalk seinen Wehrdienst antreten. Das Ausscheiden von Gottschalk bedeutete auch das vorübergehende Ende der Nautiks.
Nach seiner Rückkehr formierte er die Band neu. Neben Gottschalk und Jereczinsky spielten fortan Werner Zentgraf (Gitarre, Gesang), Volkmar Jaschke (Bassgitarre) und Siggi Stifte Hörger (Schlagzeug) bei den Nautiks. Als sich Anfang der 1970er Jahre die offizielle Kulturpolitik in der DDR gegenüber der Rockmusik in der DDR vorsichtig öffnete, erhielten die Nautiks als eine der ersten Rockbands die Möglichkeit, im DDR-Fernsehen aufzutreten, was ihre Popularität förderte und den Zulauf zu den Livekonzerten verstärkte. Durch diese Entwicklung war die Band bei den örtlichen Kulturbehörden offensichtlich in Ungnade gefallen und wurde 1973 mit dem Vorwurf konfrontiert, West-Equipment illegal in die DDR eingeführt zu haben. Die Folgen waren ein Auftrittsverbot und eine hohe Geldstrafe. Gottschalk löste die Band auf und ging nach Berlin zu Horst Krüger. Hörger und Zentgraf wechselten zu Blues vital.
Peter Förster (Keyboard), Axel Krause (Gitarre, Gesang) und Siegfried Heilek (Schlagzeug) unternahmen im Jahr 1975 den Versuch, die Band neu zu beleben. Sie konnten jedoch nicht an die früheren Erfolge der Nautiks anknüpfen. In den 1980er Jahren fungierte Nautiks als Begleitband von Gottschalk, der eine erfolgreiche Solokarriere gestartet hatte. Ende der 1980er Jahre löste sich die Band endgültig auf.

## Diskografie

### Auf Sampler veröffentlichte Titel
- 1971: Auf dem Abstellgleis und Wir gehen am Meer (Amiga/Single)
- 1972: Ich steh allein in dieser Stadt auf hallo Nr. 1 (Amiga)
- 1973: Lichter in deinen Augen (Amiga/Single) und Sing vom Frieden auf hallo Nr. 8 (Amiga)